# Novomičurinsk

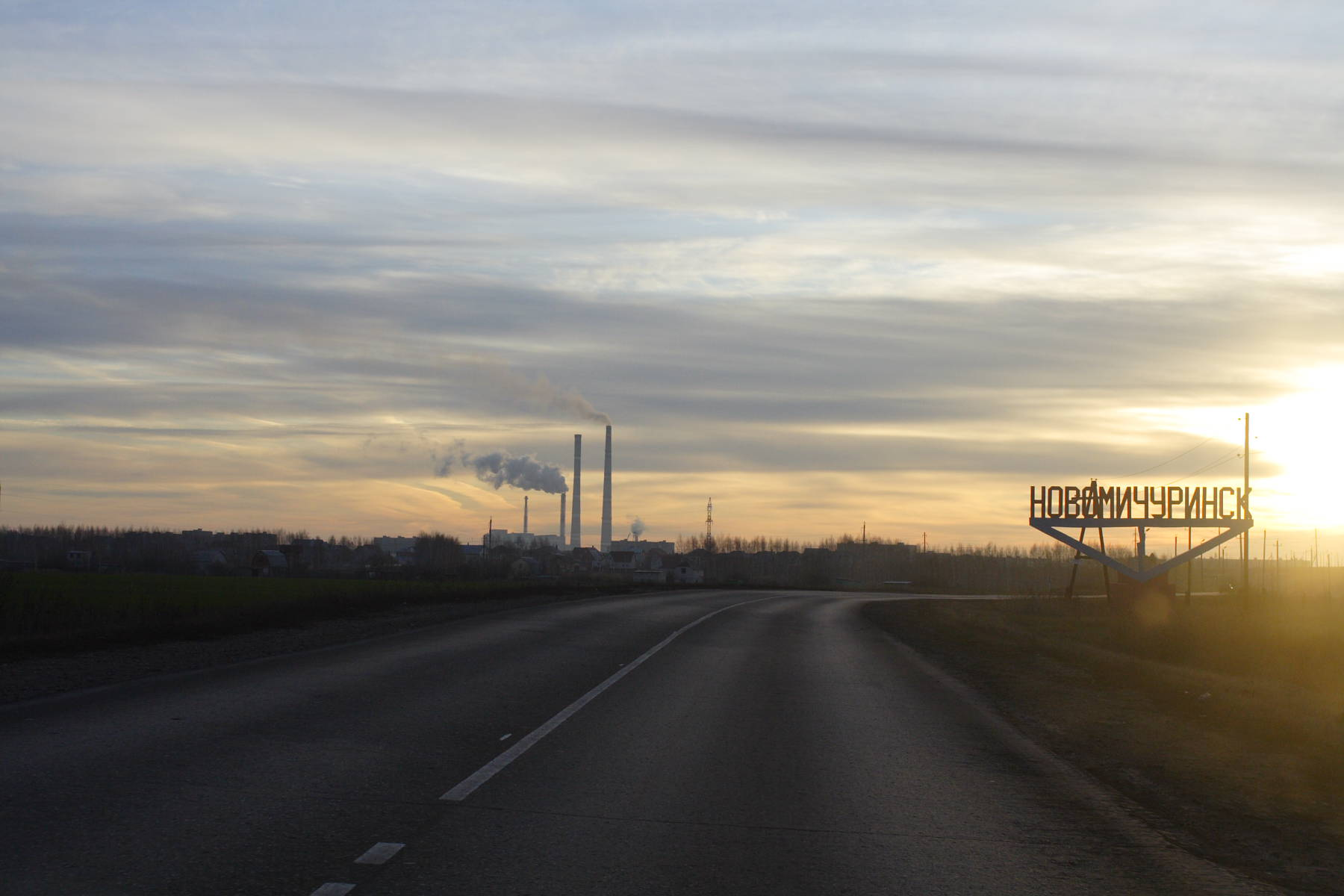

Novomičurinsk (in russo Новомичуринск?; anche traslitterata come Novomichurinsk) è una cittadina della Russia europea centrale (Oblast' di Rjazan'), situata sulla riva destra del fiume Pronja, 85 chilometri a sud del capoluogo; è amministrativamente compresa nel distretto di Pronsk.
La cittadina è molto recente, essendo stata fondata nel 1968 durante la costruzione di una centrale idroelettrica; ottenne lo status di città nel 1981. La cittadina deriva il nome da quello dell'agronomo Ivan Vladimirovič Mičurin.

## Società

### Evoluzione demografica
Fonte: mojgorod.ru
- 1989: 19.600
- 1996: 21.400
- 2002: 20.743
- 2006: 20.300